# Nicomachus (zoon van Aristoteles)
Nicomachus (Oudgrieks: Νικόμαχος), leefde omstreeks 325 v.Chr., was de zoon van Aristoteles.
De Suda beweert dat Nicomachus afkomstig was van de stad Stageira, filosoof was, leerling van Theophrastus en misschien ook zijn minnaar. Mogelijk schreef hij een commentaar op zijn vaders voordrachten over fysica. Zijn moeder was de slavin Herpyllis, en zijn vader vertrouwde de zorg voor de jongen eerst toe aan verschillende leraren en daarna aan zijn geadopteerde zoon Nicanor. Historici denken dat de Nicomacheïsche ethiek, een compilatie van Aristoteles' aantekeningen voor zijn voordrachten, waarschijnlijk genoemd is naar of is opgedragen aan Aristoteles' zoon. Verschillende antieke autoriteiten hebben mogelijk Aristoteles' ethische werken gecombineerd met de commentaren die Nicomachus erover schreef. Antieke bronnen geven aan dat Nicomachus in de strijd stierf terwijl hij nog steeds een "jongen" was.
Ook de vader van Aristoteles heette overigens Nicomachus.